# Sycamore (Georgia)
Sycamore è una città degli Stati Uniti d'America, situata in Georgia, nella Contea di Turner.